# Национальная портретная галерея (Лондон)

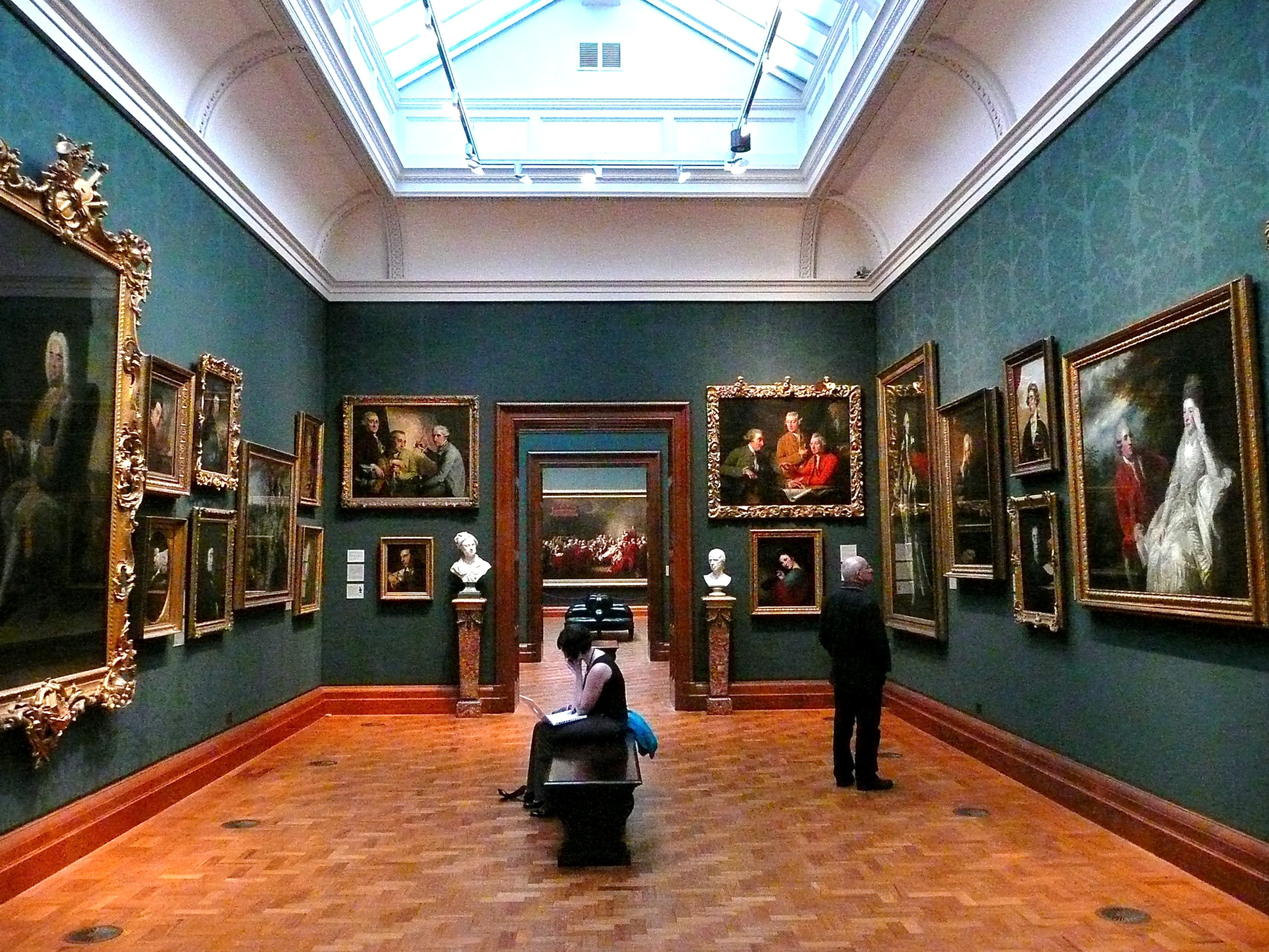
Один из залов галереи

Национальная портретная галерея в Лондоне (англ. National Portrait Gallery) — первая в мире портретная галерея, основанная в 1856 году с тем, чтобы увековечить образы британцев прошлых столетий — не только портреты маслом, но и миниатюры, рисунки, бюсты и фотографии. С 1896 года занимает неоренессансное здание рядом с Трафальгарской площадью.
Первым приобретением музея был чандосовский портрет Шекспира. Галерея распахнула свои двери для посетителей в 1859 году. Портреты распределены по залам исходя из времени жизни изображённых на них лиц, начиная с эпохи Тюдоров. При пополнении собрания предпочтение отдавалось не художественным достоинствам произведения, а историко-культурной значимости модели.
В связи с этим до 1969 года действовал запрет на приобретение портретов тех британцев, кто ещё не умер. Работы знаменитых континентальных художников в галерее немногочисленны; в основном это портреты британских монархов и их приближённых кисти Гольбейна, Рубенса и Ван Дейка.
В конце XX века несколько старинных аристократических усадеб в разных уголках Англии были приспособлены под филиалы Национальной портретной галереи. В их число входит Монтакат-хаус в Монтакате в графстве Сомерсетшир — редкий пример жилой архитектуры елизаветинского времени.
В галерее собраны крупная коллекция театральных фотографий, в том числе многочисленные фотографии актрис Минни Терри, Дороти Дин и Конни Гилкрист. В 2009 году галерея угрожала судебными исками Фонду Викимедиа за размещение на Викискладе нескольких тысяч качественных фотографий находящихся в общественном достоянии картин (большей частью сделанных ею в рамках программы по оцифровке своих фондов и доступных на официальном сайте музея). В 2012 году галерея разрешила свободное некоммерческое использование 53000 изображений объектов своей коллекции в относительно низком разрешении.